# Brämstjärnet
Brämstjärnet är en sjö i Strömstads kommun i Bohuslän och ingår i Strömsåns huvudavrinningsområde. Sjön är 8,7 meter djup, har en yta på 0,212 kvadratkilometer och är belägen 85,1 meter över havet. Vid provfiske har abborre, gädda, mört och ål fångats i sjön.

## Delavrinningsområde
Brämstjärnet ingår i det delavrinningsområde (654494-124659) som SMHI kallar för Ovan 654151-124464. Medelhöjden är 83 meter över havet och ytan är 28 kvadratkilometer. Det finns inga avrinningsområden uppströms utan avrinningsområdet är högsta punkten. Vattendraget som avvattnar avrinningsområdet har biflödesordning 2, vilket innebär att vattnet flödar genom totalt 2 vattendrag innan det når havet efter 19 kilometer. Avrinningsområdet består mestadels av skog (69 procent), öppen mark (10 procent) och jordbruk (18 procent). Avrinningsområdet har 0,68 kvadratkilometer vattenytor vilket ger det en sjöprocent på 2,4 procent.